# Candidato de Astorga
Candidato (m. 653) fue un eclesiástico visigodo, obispo de Astorga entre los años 646 y 653. 
Consta su participación en el VII Concilio de Toledo celebrado el año 646, en el que estuvo representado por un presbítero de nombre Pablo, y en el VIII del 653, al que acudió personalmente.
También aparece su firma en un privilegio que los reyes Chindasvinto y Reciberga concedieron a Fructuoso de Braga aprobando la fundación de varios monasterios en El Bierzo, aunque algunos autores dudan de la autenticidad de este documento.
| Predecesor: Oscando | Obispo de Astorga 646 – 653 | Sucesor: Elpidio |